# Niklas Thor
Niklas Birger Thor, noto anche come Niklas Busch Thor, (Vetlanda, 21 febbraio 1986), è un ex calciatore svedese, di ruolo centrocampista.

## Biografia
Dal 2013 è stato sposato con la politica Ebba Busch (nata Busch-Christensen), la quale è diventata leader dei Democratici Cristiani nell'aprile 2015. La coppia ha unito i propri cognomi diventando entrambi de facto Busch Thor, ma nel dicembre del 2019 i due hanno annunciato di aver avviato le pratiche per il divorzio.
Niklas è inoltre nipote del giornalista Mickan Thor.

## Carriera
Egli è nato nel sobborgo di Myresjö ed è cresciuto ad Uppsala, fatta eccezione per tre anni trascorsi a Norrköping. Ai tempi del liceo infatti ha militato nelle giovanili dell'IFK Norrköping, con cui ha disputato anche un paio di amichevoli nella prima squadra, e nel Sylvia, altra squadra cittadina.
Ha così iniziato a giocare con il Gamla Upsala, militando prima in Division 3 e poi in Division 2, rispettivamente il quinto e il quarto livello del calcio svedese.
Al termine della stagione 2010, quando era in scadenza di contratto, stando ad alcuni organi di stampa è stato contattato da alcuni club tra cui il Gefle, che stava partecipando alla massima serie, oltre a Västerås, Sirius e Dalkurd. Thor ha finito però per firmare con il Frej nel campionato di Division 1. A fine stagione, dopo un campionato positivo, ha rinnovato con il Frej.
L'8 ottobre 2013 è stato annunciato che, a partire dal campionato successivo, Thor avrebbe vestito la maglia del Sirius, squadra che pochi giorni prima aveva conquistato la promozione in Superettan.
La stagione 2015 si è rivelata particolarmente travagliata per Thor: all'inizio di aprile ha accusato una fibrillazione atriale, poi una lesione a un legamento del piede, per un'assenza di quattro mesi dai campi. Ma durante lo stesso anno ha sofferto anche di epilessia, fatto che ne ha condizionato il rendimento in campo e fuori, essendogli state vietate alcune operazioni di vita quotidiana come anche la guida dell'automobile.
Nonostante ciò, Thor ha continuato a giocare nel Sirius, vincendo il campionato di Superettan 2016 e conquistando da capitano della squadra quella promozione in Allsvenskan che era sfumata agli spareggi l'anno prima.
Il 18 ottobre 2017, a pochi giorni dalla vittoria casalinga per 2-0 sul Djurgården che ha valso la salvezza matematica con tre giornate d'anticipo, Thor ha annunciato la decisione di ritirarsi dal calcio giocato a fine stagione all'età di 31 anni.
A poco meno di un anno dal ritiro dal calcio giocato, nel settembre del 2018 ha comunicato la volontà di tornare ad essere un giocatore del Sirius, firmando un contratto fino al 2020 e cercando di contribuire alla salvezza del club impegnato ad evitare la retrocessione in Superettan. Il suo ultimo anno al Sirius lo ha visto scendere in campo 13 volte, tutte dalla panchina. A fine anno la società ha deciso di non rinnovargli il contratto: nonostante la delusione, il giocatore ha dichiarato di non volere ancora ritirarsi.
Rimasto svincolato per qualche mese, nel maggio 2021 è sceso nella terza serie nazionale per unirsi all'Hammarby TFF, squadra riserve dell'Hammarby che a fine stagione ha poi conquistato la salvezza all'ultima giornata.